# Universidade Curtin
A Universidade Curtin (em inglês: Curtin University) é uma universidade localizada em Bentley, Austrália Ocidental, Austrália. Foi fundada em 1986.